# Section capitale Roscio
Pour les articles homonymes, voir Roscio.
Section capitale Roscio (Sección Capital Roscio, en espagnol) est l'une des deux divisions territoriales de la municipalité de Roscio dans l'État de Bolívar au Venezuela. La législation vénézuélienne accorde le titre de Sección Capital en espagnol, ou « section capitale » en français, à certains des territoires où se situe le chef-lieu de la municipalité plutôt que celui de paroisse civile. L'autre division territoriale de la municipalité est la paroisse civile de Salom. Sa capitale est Guasipati, chef-lieu de la municipalité.

## Géographie

### Démographie
Hormis sa capitale Guasipati, chef-lieu de la municipalité, la division territoriale et statistique de Section capitale Roscio abrite plusieurs localités dont :
- El Cintillo
- Guasipati
- Santa Bárbara

## Environnement
Les deux tiers sud du territoire sont occupés par la réserve forestière de San Pedro, qui s'étale sur les divisions territoriales voisines de Dalla Costa, El Callao et Pedro Cova.